# محمد سهرابی
محمد سهرابی (زاده ۱۳۱۹ طبس) سرتیپ فرماندهی انتظامی جمهوری اسلامی ایران است، که نخستین فرمانده نیروی انتظامی جمهوری اسلامی ایران و آخرین فرمانده ژاندارمری بود. وی مجری طرح ادغام ژاندارمری، شهربانی و کمیته انقلاب اسلامی و ایجاد نیروی انتظامی در ایران به‌شمار می‌آید. وی هم‌اکنون به عنوان مشاور نظامی فرمانده کل قوا در امور انتظامی فعالیت می‌کند.
سهرابی دانش‌آموخته دانشگاه افسری نیروی زمینی است و فعالیت نظامی را از ژاندارمری شاهنشاهی ایران آغاز کرد. وی از ۱۳۵۷ تا ۱۳۵۸ فرمانده ژاندارمری گیلان بود، از ۱۳۶۳ تا ۱۳۷۰ فرماندهی ژاندارمری جمهوری اسلامی ایران را برعهده داشت و از ۱۳۷۰ تا ۱۳۷۱ نیز فرمانده نیروی انتظامی جمهوری اسلامی ایران بود.

## زندگی‌نامه
محمد سهرابی در سال ۱۳۱۹ در شهر طبس زاده شد و پس از اتمام دوره متوسطه وارد دانشکده افسری نیروی زمینی (دانشگاه افسری امام علی کنونی) شد و پس از فارغ‌التحصیلی از دانشکده افسری، فعالیت در ژاندارمری را آغاز کرد.
سهرابی در بهمن‌ماه ۱۳۵۷ به فرماندهی ژاندارمری استان گیلان منصوب شد و از آن پس در مسئولیت‌ها و رده‌های مختلف فرماندهی خدمت کرد. وی در تاریخ ۲۰ بهمن‌ماه ۱۳۶۳ به سمت فرماندهی ژاندارمری ایران برگزیده و تا ادغام این سازمان با نیروی انتظامی در این سمت باقی ماند.
سهرابی در تاریخ ۱۲ فروردین ۱۳۷۰ با حکم سید علی خامنه‌ای به عنوان اولین فرمانده نیروی انتظامی منصوب گردید.
وی با انتصاب رضا سیف‌اللهی به فرماندهی ناجا، به عضویت گروه مشاوران نظامی فرمانده کل قوا درآمد‌.